# KDE Partition Manager
KDE Partition Manager is een toepassing voor het partitioneren van de harde schijven, oorspronkelijk geschreven door Volker Lanz voor KDE. 
Het programma wordt gebruikt voor het maken, verwijderen, vergroten of verkleinen, verplaatsen, controleren en kopiëren van partities en de bestandssystemen op de harde schijf. Dit is nuttig om ruimte te maken voor nieuwe besturingssystemen, om het schijfgebruik te reorganiseren, of gegevens op harde schijven te kopiëren en de ene partitie met de andere te spiegelen (schijfimage). Met KDE Partition Manager kunnen back-ups gemaakt worden van bestandssystemen en ook teruggezet worden.
KDE Partition Manager geschreven in de programmeertaal C++ met gebruik van de Qt GUI-toolkit. De licentie is GPLv3+. KDE Partition Manager is vrije software.

## Versiegeschiedenis
| Kleur | Betekenis                    |
| ----- | ---------------------------- |
| Rood  | Versie niet meer ondersteund |
| Groen | Versie ondersteund           |
| Blauw | Toekomstige versie           |

| Grote versie | Kleine versie | Publicatiedatum   | Notities |
| ------------ | ------------- | ----------------- | --- |
| 1.0          | 1.0.0alfa1    | 18 september 2008 | Eerste uitgave. |
| 1.0          | 1.0.0alfa2    | 24 september 2008 | Belangrijke bugs opgelost. |
| 1.0          | 1.0.0bèta1a   | 13 januari 2009   | Crashes en bugs verholpen, ondersteuning voor ext4. |
| 1.0          | 1.0.0bèta2    | 30 april 2009     | Fouten opgelost. Introduceert de KCModule. |
| 1.0          | 1.0.0bèta3    | 4 juni 2009       | Fouten opgelost. Snelheids- en gebruiksverbeteringen. |
| 1.0          | 1.0.0rc1      | 3 augustus 2009   | Fouten opgelost. |
| 1.0          | 1.0.0         | 18 augustus 2009  | Eerste stabiel |
| 1.0          | 1.0.1         | 9 januari 2010    | Fouten opgelost. |
| 1.0          | 1.0.2         | 24 april 2010     | Fouten opgelost. Verbetering van de bruikbaarheid. |
| 1.0          | 1.0.3         | 1 september 2010  | Fouten opgelost. Bruikbaarheidsverbeteringen. |
| 1.1          | 1.1.0         | 10 juli 2014      | Nieuwe functies, ondersteuning voor sectoren van 4096 bytes, Btrfs, GPT, exFAT, NILFS 2 en meer. Eerste release door Andrius Štikonas. |
| 1.1          | 1.1.1         | 15 februari 2015  | Fouten opgelost. |
| 1.2          | 1.2.0         | 15 februari 2015  | Nieuwe functies. Geporteerd naar KDE Frameworks 5. Licentie omgeschakeld naar GPLv3+. |
| 1.2          | 1.2.1         | 17 februari 2015  | Fout is opgelost. |
| 2.0          | 2.0.0         | 15 januari 2016   | Gebruikersinterface splitsen en bibliotheek partitioneren. Fouten opgelost. |
| 2.0          | 2.0.3         | 24 februari 2016  | Fouten opgelost. |
| 2.1          | 2.1.0         | 11 maart 2016     | Minimale ondersteuning voor F2FS. |
| 2.2          | 2.2.1         | 27 mei 2016       | Ondersteuning voor LUKS. |
| 3.0          | 3.0.0         | 18 december 2016  | Ondersteuning voor LVM. |
| 3.2          | 3.2.1         | 7 oktober 2017    | UDF- ondersteuning. |
| 3.3          | 3.3.1         | 14 december 2017  | Betere ondersteuning voor LVM en LUKS2. |
| 4.0          | 4.0.0         | 01 mei 2019       | ○ De KPMcore-backend is geporteerd van libparted naar sfdisk (onderdeel van util-linux). ○ Caio Jordão Carvalho heeft SMART-code overgedragen van niet-onderhouden libatasmart naar smartmontools. ○ Betere ondersteuning voor LUKS2. ○ Detectieondersteuning voor Apple's APFS-bestandssysteem en Microsoft's Bitlocker. |
| 22.12        | 22.12.0       | 8 december 2022   | De manier van nummeren van de versies is in oktober 2020 aangepast. |
| 23.08        | 23.08.03      | 9 november 2023   | |
|              |               |                   | |